# Соледад (Калифорния)
Соледад (англ. Soledad, произношение: /soleˈdad/ [so.leˈð̞að̞]) — город на западе штата Калифорния, США. Расположен в долине Салинас, примерно в 34 км к юго-востоку от города Салинас, административного центра округа Монтерей. Согласно переписи 2020 года, население составляло 24 925 человек.
История города начинается с основания в 1791 году испанской миссии Нуэстра Сеньора де ла Соледад под руководством падре Фермин де Ласуэн. В 1860-х годах Каталина Мунрас начала развивать на территории ранчо Сан-Висенте поселение, получившее статус города в 1921 году. В наше время город известен своей отреставрированной миссией, близостью к национальному парку Пиннаклс и винодельческими хозяйствами региона Монтерей.

## История

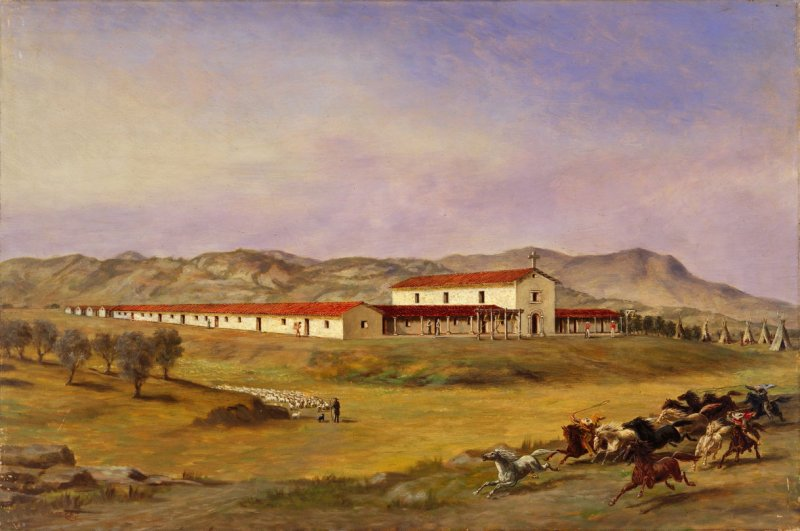
Основаная в 1791 году миссия Нуэстра-Сеньора-де-ла-Соледад

Племя чалон из народа Олони — коренных народов Калифорнии — населяло окрестности Соледада на протяжении тысяч лет. Горячие источники Параисо, расположенные к западу от Соледада, издавна использовались чалон.
История Соледада как поселения начинается в 1791 году, когда испанцы основали миссию Нуэстра-Сеньора-де-ла-Соледад под руководством падре Фермина де Ласуэна. Помимо испанцев и чалон, в Соледаде позднее проживали представители народов эсселен и йокутс. Однако, в отличие от многих других испанских миссий Калифорнии, Соледад поначалу не развивался как город за пределами самой миссии.

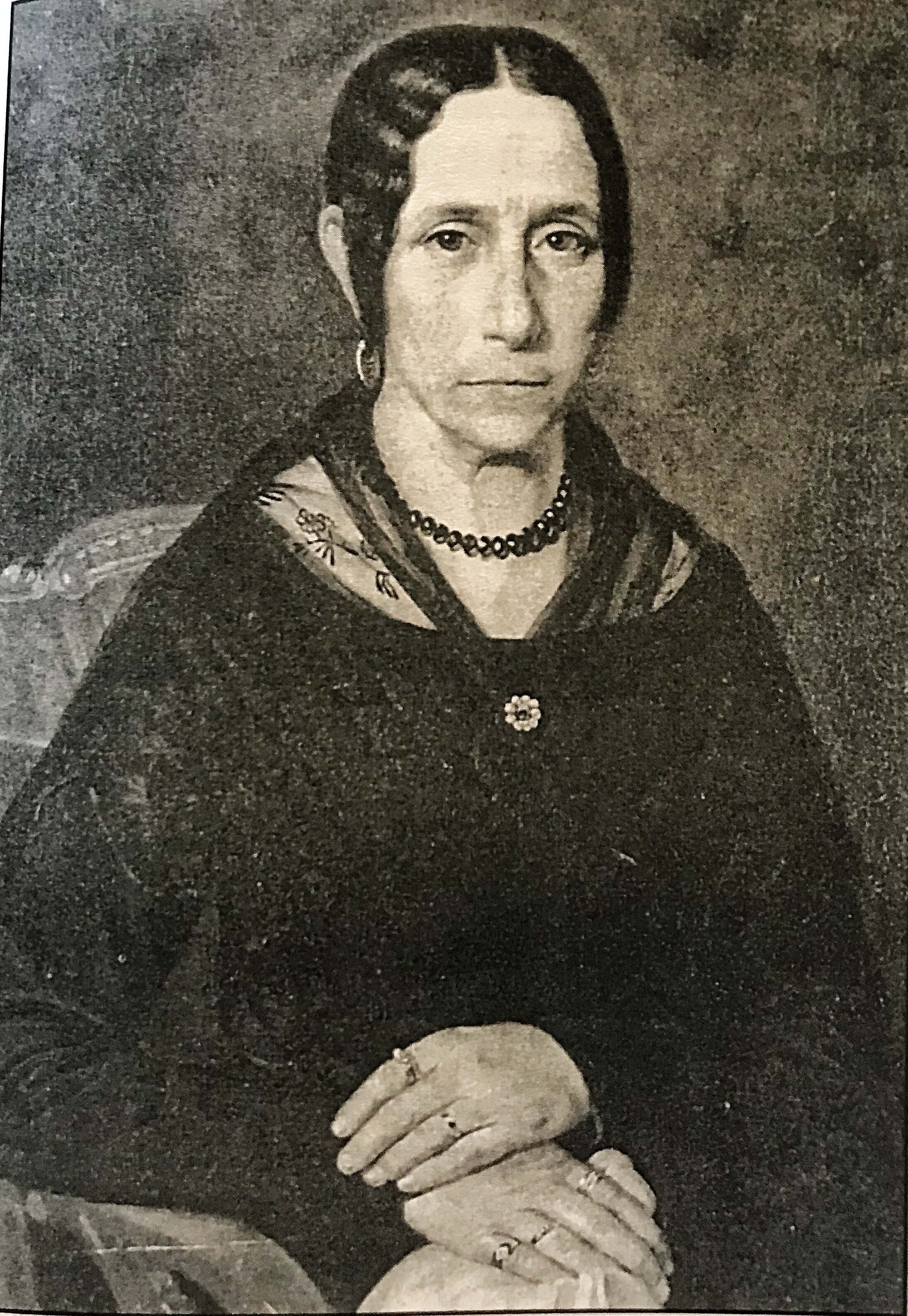
Каталина Мунрас основала город Соледад на территории Ранчо Сан-Висенте

Известный художник Эстебан Мунрас прибыл в эти места в 1820-х годах вместе со своей женой Каталиной Мунрас. В 1835 году губернатор Хосе Кастро предоставил ему в дар Ранчо Сан-Висенте, хотя семья проживала в Монтерее до смерти Эстебана в 1850 году. На смертном одре Мунрас попросил свою жену не продавать ранчо, а сохранить его и основать город, когда придёт подходящее время.
Каталина Мунрас начала делить землю и развивать поселение в 1860-х годах, пожертвовав участки под строительство школы, церкви и кладбища. В 1872 году она предоставила право на строительство железной дороги компании Southern Pacific Railroad, которая открыла в Соледаде станцию, сделав город сельскохозяйственным центром.
Асьенда Лос-Кочес, построенная в 1840-х годах, стала популярной остановкой для пассажиров поездов Southern Pacific, следующих между Лос-Анджелесом и Сан-Франциско.
Почтовое отделение в Соледаде было открыто в 1869 году. Поселение было официально признано городом 6 февраля 1876 года постановлением наблюдательного совета округа Монтерей. В 1921 году Соледад получил статус города.
В 1898 году к западу от Соледада был основан Форт Роми, ныне являющийся частью сообщества Соледад. В начале XX века горячие источники Параисо стали популярным курортом для путешественников, следующих на поездах Southern Pacific.

## География

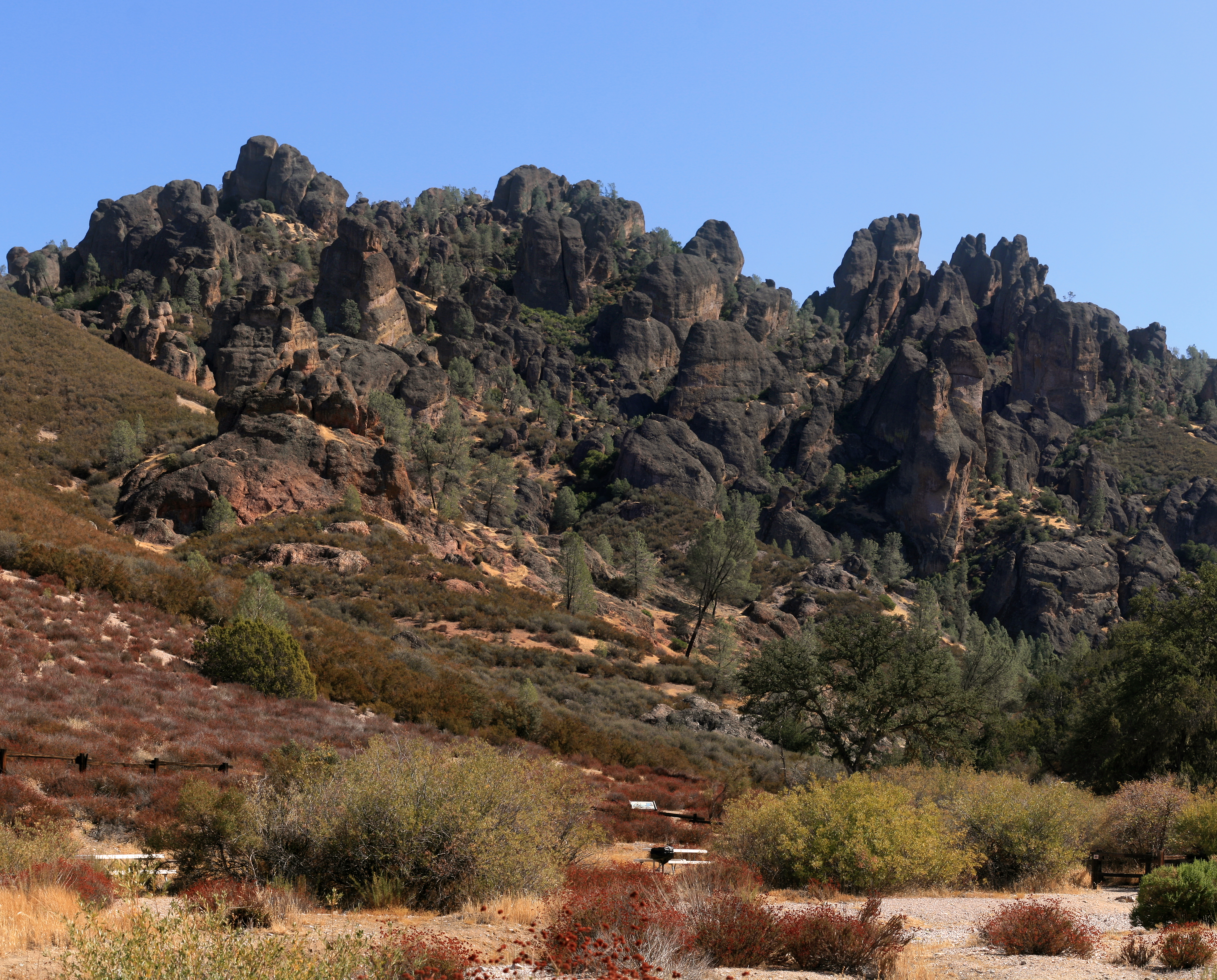
Национальный парк Пиннаклс

Соледад расположен в центральной части округа Монтерей, штат Калифорния. Город находится примерно в 13 км к юго-востоку от Гонсалеса и в 14 км к северо-западу от Гринфилда — оба населённых пункта расположены вдоль трассы U.S. Route 101.
Согласно данным Бюро переписи населения США, общая площадь города составляет 12,04 км², из которых 11,55 км² приходится на сушу и 0,49 км², или 4,09%, — на водную поверхность. Через южную часть города протекает река Салинас, направляясь на северо-запад.
Соледад расположен примерно в 16 км по шоссе к юго-западу от национального парка Пиннаклс, находящегося в окрестностях хребта Габилан.

### Климат
Этот регион характеризуется тёплым (но не жарким) и сухим летом, при этом средняя месячная температура не превышает 22 °C. Согласно классификации климатов Кёппена, Соледад имеет средиземноморский климат с тёплым летом.

## Демография
По данным переписей США, население Соледада выросло с 136 человек в 1880 году до 25 738 в 2010 году, а в 2020 году сократилось до 24 925.

### 2000 год
В 2000 году в городе проживало 11 263 человека. Средняя численность семьи составляла 4,58 человека. 86,8% населения составляли латиноамериканцы. Средний возраст — 25 лет. Доход на душу населения — $11 442. Ниже черты бедности находились 18,4% населения.

### 2010 год
По данным переписи 2010 года население составило 25 738 человек. 71,1% — латиноамериканцы, 49,1% — белые. Средний возраст вырос до 34,9 лет. Около 60% жителей жили в домохозяйствах, остальные — в учреждениях. Средний доход домохозяйства — $44 343, уровень бедности — 7,8%.

## Экономика

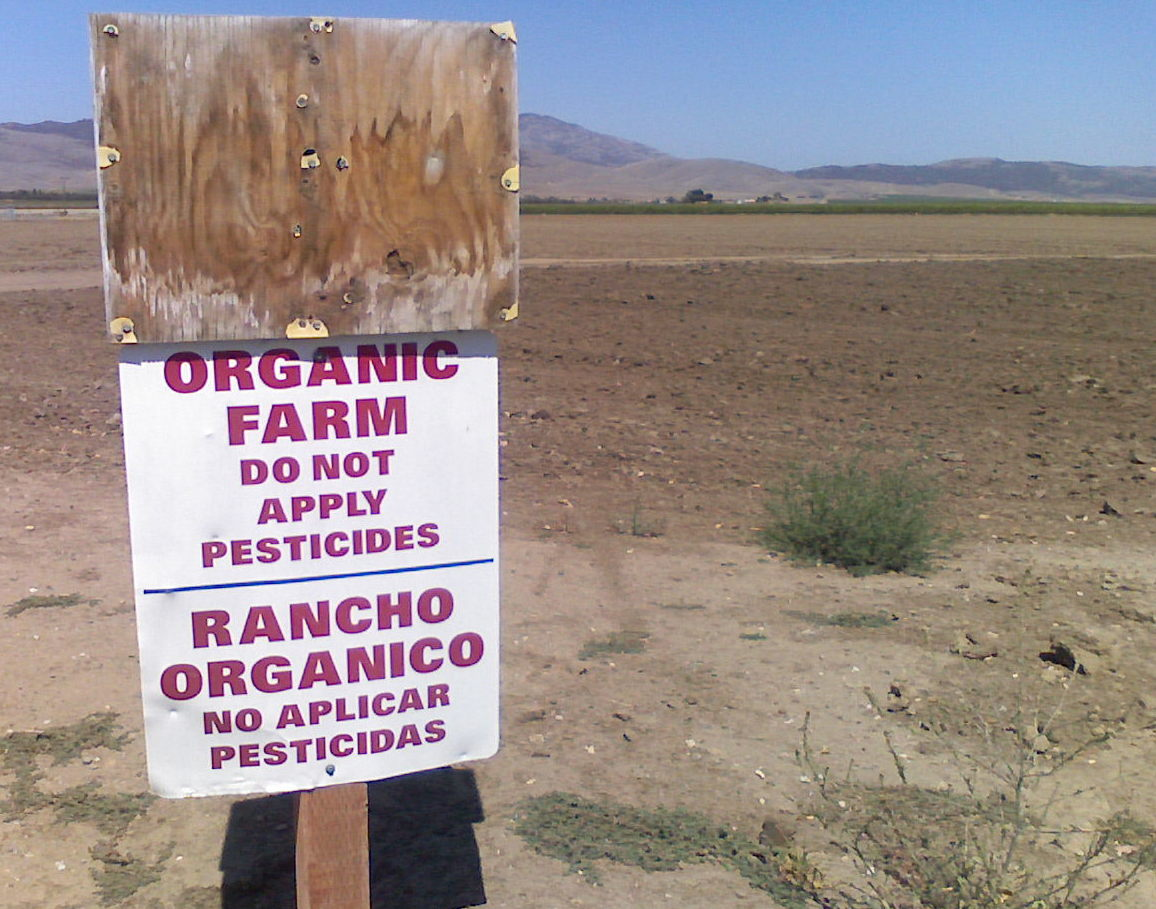
Органические фермы в Соледаде

Соледад расположен в самом сердце одного из самых экономически продуктивных и технологически продвинутых сельскохозяйственных регионов мира; отсюда и название Салинасская долина — «Салатная чаша мира». Среди сельскохозяйственных компаний, работающих в этом регионе — Dole plc, Tanimura & Antle Fresh Foods, Taylor Farms, D'Arrigo Brothers Inc., Mann Packing Inc., Merrill Farms и Braga Farms.

### Сельское хозяйство
Фермерские земли Соледада считаются «первоклассными», что означает, что почвы в городе и его окрестностях обладают одними из лучших физических и химических характеристик для земледелия. В связи с этим сохранение сельхозугодий является важнейшим приоритетом для города. Первоклассные земли являются основой экономики Соледада. Климат также позволяет выращивать культуры круглый год.
Dole Plc владеет заводом в Соледаде. Открытый в 1994 году, он считается «крупнейшим в мире заводом по производству нарезанных салатов».
С 2007 года в Соледаде проводится еженедельный сертифицированный фермерский рынок на улице Соледад.

### Виноделие

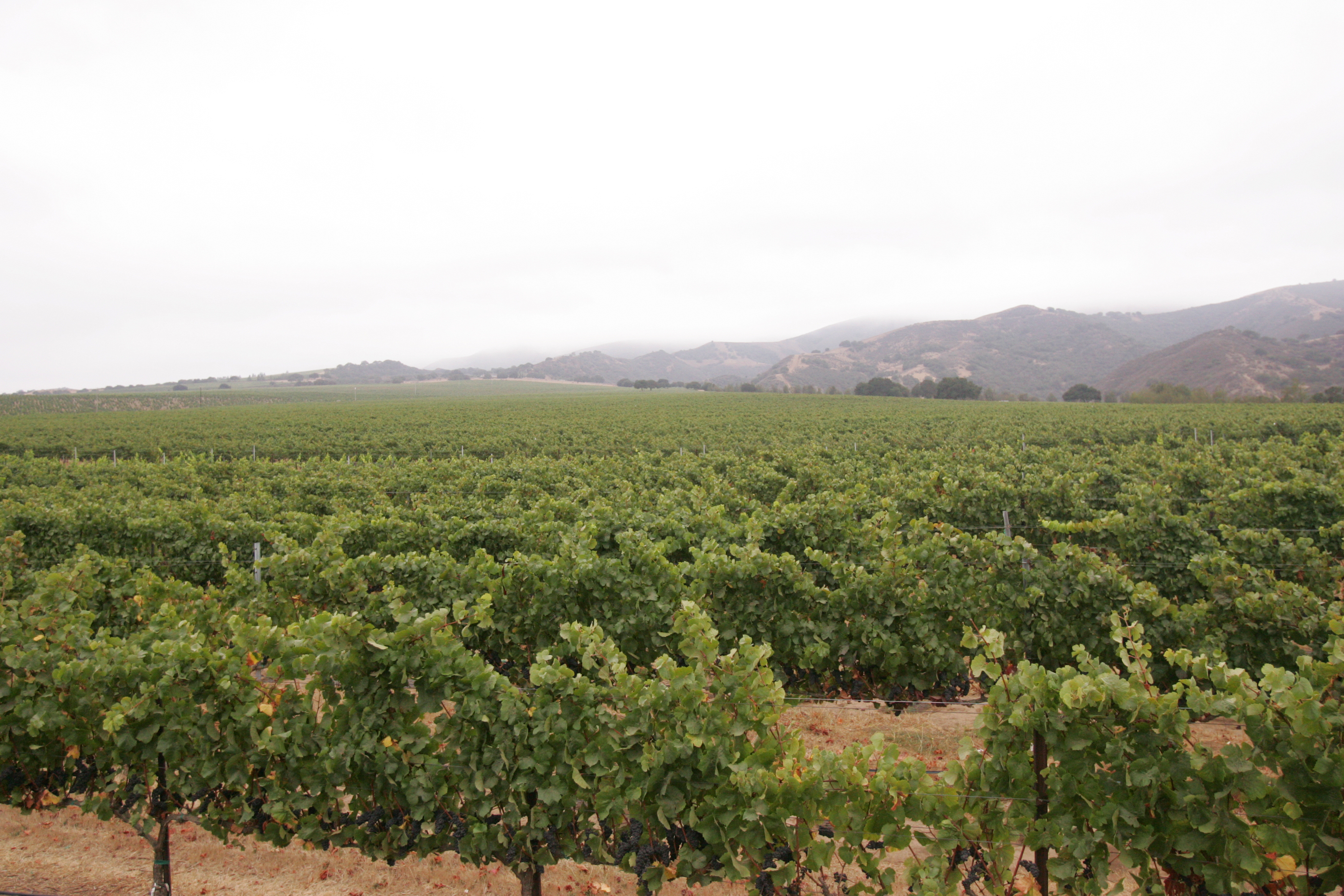
Виноградник Hahn Estate

Соледад расположен в одном из главных винодельческих регионов Калифорнии. В радиусе 30 миль находится более двадцати виноградников и виноделен, многие из которых имеют дегустационные залы и предлагают широкий ассортимент вин. Некоторые из близлежащих виноделен — Chalone, Scheid, Paraiso Vineyards, Pisoni Vineyards, Hahn Estate, San Saba, J. Lohr, Kendall-Jackson, Ventana, Hess Select, Estancia, The Michaud Vineyard и Graff Family Vineyards.

## В популярной культуре
- «О мышах и людях» — роман лауреата Нобелевской премии, калифорнийского писателя Джона Стейнбека, действие которого происходит неподалёку от Соледада.